# あなただけを (あおい輝彦の曲)
「あなただけを」は、1976年6月25日に発売されたあおい輝彦の11枚目のシングル。

## 解説
- 元ジャニーズのメンバーだった、あおい輝彦のソロシングル。作詞は元GAROのメンバー・大野真澄、作曲は猫のメンバー・常富喜雄が、それぞれ担当した。
- オリコンチャートでは6週連続での1位を獲得（8月23日～9月27日付）。1976年の年間ヒットチャートでも7位にランクされる大ヒット曲となり、この年の「第27回NHK紅白歌合戦」にもソロ歌手として初出場を果たした。
- 1991年に、間寛平と葉月コーラによるユニット「かんコーラ」がデュエット曲としてカバーした（編曲は明石昌夫が担当）。そのカバー曲は、寛平がレギュラー出演していた日本テレビ系「いつみても平平凡凡」のEDテーマとして使用された。また、同じく1991年に放送された石立鉄男出演によるエースコック「ワンタンメン」のCMに、本楽曲の出だし部分の替え歌がCMソングとして使用された。
- 2003年に発売されたコラムニスト・ナンシー関の著書「何をかいわんや」内に、本楽曲をテーマにしたコラムが掲載されている。

## 収録曲
- 両楽曲共に、編曲：惣領泰則

1. あなただけを (3分23秒)
作詞：大野真澄／作曲：常富喜雄
2. 水鳥たちの季節 (3分16秒)
作詞・作曲：山本寛太郎

## 収録作品
- 昭和50年代のスーパースター全曲集（1998年3月21日／テイチク、TECE-29074）
- テイチク大ヒット歌謡曲 Vol.2（1999年11月3日／テイチク、TECE-21132）
- あおい輝彦 定番ベスト（2004年9月1日／テイチク、TECE-1029）
- まちどおしい夏休み 海編（2005年6月29日／日本コロムビア、COCP-33232）
- あおい輝彦 アンソロジー 1966-1980（2006年1月25日／テイチク、TECH-25095）
- テイチクミリオンシリーズ あおい輝彦（2009年9月23日／テイチク、TECE-1069）
- 青春歌年鑑 デラックス'75〜'79（2010年11月24日／EMIミュージック・ジャパン、TOCT-27008〜9）
- あおい輝彦 ゴールデン☆ベスト（2011年4月6日／テイチク、TECE-1104）
- 流行歌謡年鑑4 テイチク名曲遺産 昭和後期編（2011年11月23日／テイチク、TECE-3056）

## カバー
- 大野真澄 - 作詞者・大野によるセルフカバー。アルバム「ワンパイントのラム酒に乾杯」収録。
- かんコーラ（間寛平・葉月コーラ） - シングル「あなただけを」収録。
- ロマン・タム「醉眼看世界」 - 広東語カバー。アルバム「家變」収録。